# Farallon Island Light
Farallon Island Light är en fyr på Southeast Farallon Island i Kalifornien. Den tändes 1855 och byggdes för att varna fartyg på väg till San Francisco för de klippiga öarna i ögruppen.
Fyrtornet byggdes först för litet för den specificerade optiken, en första ordningens Fresnel-lins och fick rivas och göras om. Fyren tändes första gången i december 1855. Den var sedan bemannad till 1972. Då var den första linsen bytt och fyren hade automatiserats.

## Galleri

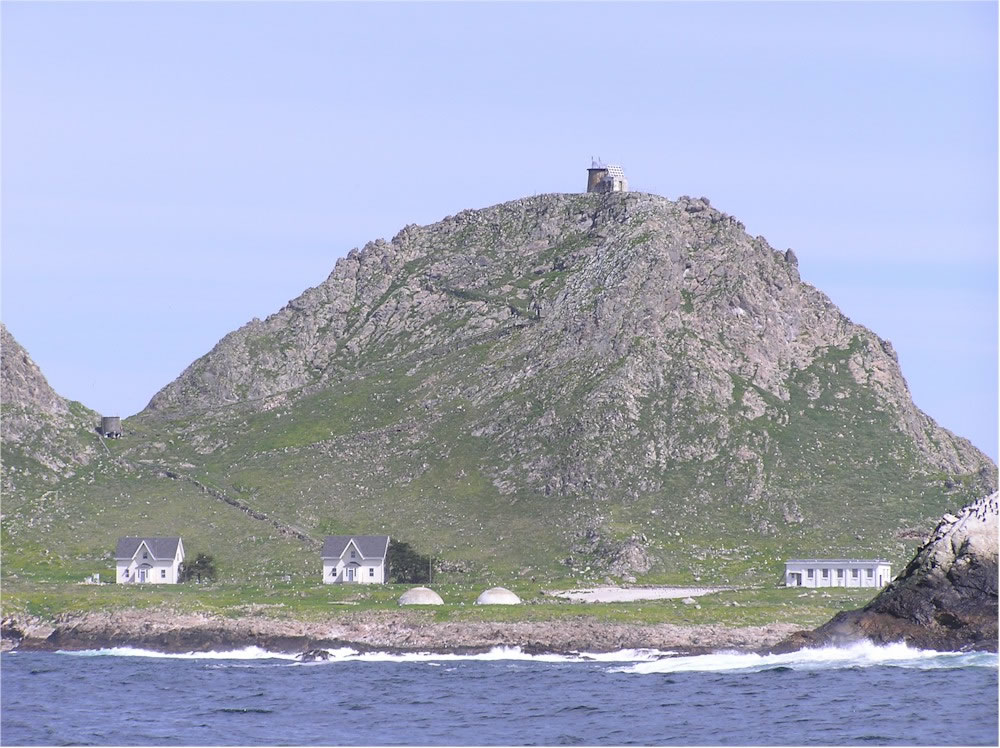
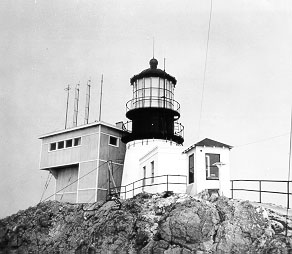
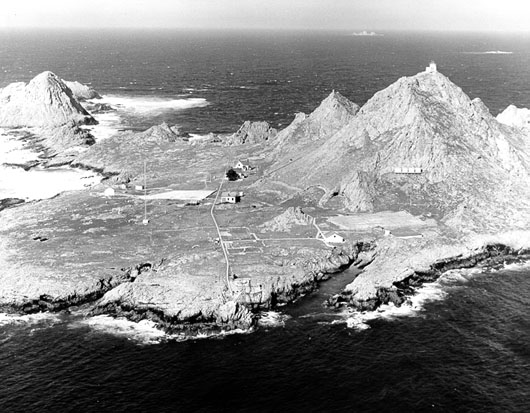
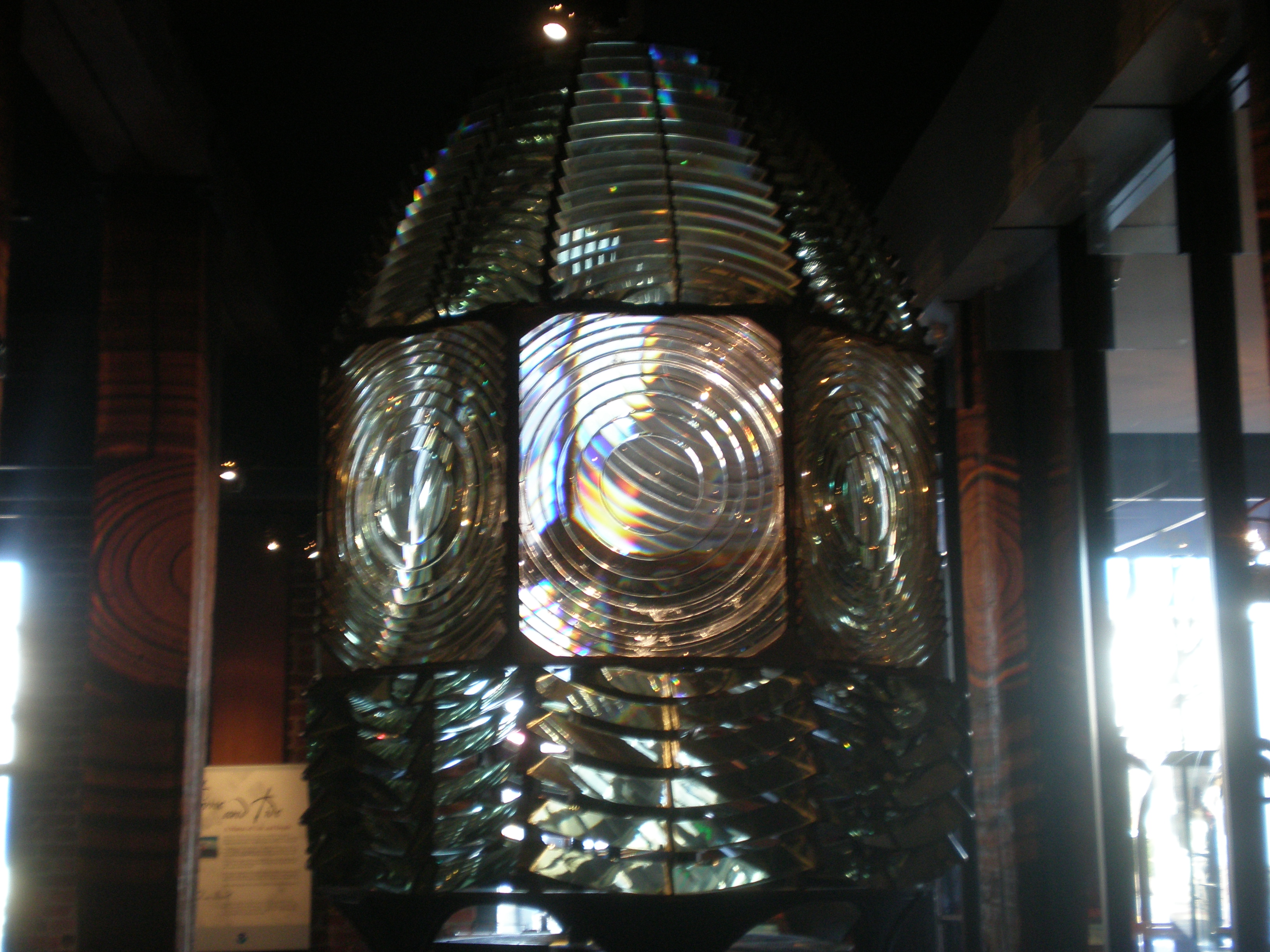
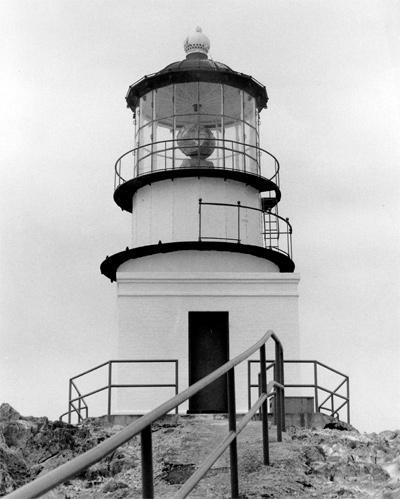